# Hadena ignicola
Hadena ignicola là một loài bướm đêm trong họ Noctuidae.